# Capra aegagrus blythi
La cabra salvaje de Turquía (Capra aegagrus blythi) es una subespecie de cabra salvaje, nativa del sur de Pakistán.

## Descripción
Esta subespecie de cabra es un animal robusto con cuerpo grueso y extremidades fuertes que terminan en pezuñas amplias. Las hembras y los machos son jóvenes hasta su segundo invierno, son de color marrón amarillento variando a gris rojizo con una línea marrón más oscuro en el dorso, este color se extiende desde los hombros hasta la base de la cola. Los machos adultos son una belleza espectacular, con largos cuernos en forma de cimitarra y de un largo aproximado de 1 metro. Los pelos blancos en el cuello y la región posterior del cuerpo de los machos aumentan con la edad. El pelaje en verano es corto y grueso, e incluso en los machos adultos es de color rojizo en esa época. Los machos tienen una barba corta y las hembras carecen de ella.
Esta cabra montés es gregaria, y si no son perturbadas se congregan en rebaños bastante grande. En caso de trastornos son muy cautelosos y ascienden en riscos inaccesibles para el hombre en horas tempranas por la mañana, saliendo de ellos antes del anochecer. Durante las horas más calurosas del año se resguardan entre las rocas más grandes y pastan en la noche. Estas cabras salvajes tienen un maravilloso sentido del equilibrio y puede hacer un salto de hasta 1,75 m hacia arriba sobre una superficie rocosa casi vertical. Al desafiar a otro macho, estas cabras salvajes lo hacen con frecuencia, apoyadas solamente con sus patas traseras y al mismo tiempo doblan la cabeza hacia un lado antes de cargar hacia adelante y chocar sus cuernos contra el otro animal.